# فيرناند ديلارج
فيرناند ديلارج (مواليد 5 أبريل 1903) هو ملاكم بلجيكي، مثّل بلاده في الألعاب الأولمبية الصيفية 1924.

## روابط خارجية
فيرناند ديلارج على موقع بوكس ريك (الإنجليزية) (registration required)
- فيرناند ديلارج على موقع أوليمبيديا (الإنجليزية)